# Blocul Malaxa-Burileanu
Blocul Malaxa-Burileanu este un monument istoric aflat pe teritoriul municipiului București.